# 邻域

在平面上集合是点的邻域，如果围绕'小圆盘包含在'中。

矩形不是它的任何一角的邻域。

在集合论中，邻域（英語：Neighbourhood）指以点{\displaystyle a}为中心的任何开区间，记作：{\displaystyle U(a)}。
在拓扑学和相关的数学领域中，邻域是拓扑空间中的基本概念。直觉上说，一个点的邻域是包含这个点的集合，並且該性質是外延的：你可以稍微“抖动”一下这个点而不离开这个集合。

## 定义
在集合论中，有以下几种邻域：
{\displaystyle \delta }邻域：{\displaystyle U(a,\delta )=(a-\delta ,a+\delta )=\left\{x\mid |x-a|<\delta \right\}}
去心邻域：{\displaystyle U_{0}(a,\delta )=\left\{x\mid 0<|x-a|<\delta \right\}}
左邻域：{\displaystyle (a-\delta ,a)}
右邻域：{\displaystyle (a,a+\delta )}
在拓扑学中，拓扑空间{\displaystyle X}，{\displaystyle A}，{\displaystyle B\subseteq X}，称{\displaystyle B}是{\displaystyle A}的邻域，当且仅当以下条件之一成立：
- 存在开集{\displaystyle C}，使得{\displaystyle A\subseteq C\subseteq B}。
- {\displaystyle A\subseteq B^{O}}。（{\displaystyle B^{O}}是{\displaystyle B}的内部）

开邻域，闭邻域
若{\displaystyle B}是开集，则{\displaystyle B}称为{\displaystyle A}的开邻域；若{\displaystyle B}是闭集，则{\displaystyle B}称为{\displaystyle A}的闭邻域。
邻域系统
设{\displaystyle x\in X}，则{\displaystyle \{x\}}所有邻域的集合{\displaystyle U(x)}，称为{\displaystyle x}（或{\displaystyle \{x\}}）的邻域系。
注意：某些作者要求邻域是开集，所以在阅读文献时注意约定是很重要的。
如果{\displaystyle S}是{\displaystyle X}的子集，{\displaystyle S}的邻域是集合{\displaystyle V}，它包含了包含{\displaystyle S}的开集{\displaystyle U}。可得出集合{\displaystyle V}是{\displaystyle S}的邻域，当且仅当它是在{\displaystyle S}中的所有点的邻域。

## 鄰域的度量空间定義

平面上的集合'和'的一致邻域'。

在度量空间{\displaystyle M=(X,d)}中，集合{\displaystyle V}是点{\displaystyle p}的邻域，如果存在以{\displaystyle p}为中心和半径为{\displaystyle r}的开球，
{\displaystyle B_{r}(p)=B(p;r)=\{x\in X\mid d(x,p)<r\}}
它被包含在{\displaystyle V}中。

### 一致邻域
{\displaystyle V}叫做集合{\displaystyle S}的一致邻域（uniform neighborhood），如果存在正数{\displaystyle r}使得对于{\displaystyle S}的所有元素{\displaystyle p}，
{\displaystyle B_{r}(p)=\{x\in X\mid d(x,p)<r\}}
被包含在{\displaystyle V}中。
对于{\displaystyle r>0}集合{\displaystyle S}的{\displaystyle r}-邻域{\displaystyle S_{r}}是{\displaystyle X}中与{\displaystyle S}的距离小于{\displaystyle r}的所有点的集合（或等价的说{\displaystyle S_{r}}是以{\displaystyle S}中一个点为中心半径为{\displaystyle r}的所有开球的并集）。
可直接得出{\displaystyle r}-邻域是一致邻域，并且一个集合是一致邻域当且仅当它包含对某个{\displaystyle r}值的{\displaystyle r}-邻域。

參見一致空間。

### 非一致邻域的例子
给定实数集{\displaystyle \mathbb {R} }带有平常的欧几里得度量和如下定义的子集{\displaystyle V}
{\displaystyle V:=\bigcup _{n\in \mathbb {N} }B\left(n\,;\,{\frac {1}{n}}\right)}，
则{\displaystyle V}是自然数集合{\displaystyle N}的邻域，但它不是这个集合的均匀邻域，因為{\displaystyle r={\frac {1}{n}}}並不是一個固定值。

### 去心邻域
点 {\displaystyle p} 的去心邻域（英語： 或 ）是点 {\displaystyle p} 的邻域中减去 {\displaystyle \{p\}} 后得到的差集。例如，区间 {\displaystyle (-1,1)=\{y:-1<y<1\}} 是 {\displaystyle p=0} 在实数轴上的邻域，因此集合 {\displaystyle (-1,0)\cup (0,1)=(-1,1)\setminus \{0\}} 是 {\displaystyle p=0} 的一个去心邻域。需注意的是，给定点的去心邻域实际上不是该点的邻域。在讨论函数极限时，会用到去心邻域的概念。

## 基于邻域的拓扑
上述定义適用於开集的概念早已定义的情況。有另一种方式来定义拓扑，也就是先定义邻域系统，再定义开集：若集中每个点皆有一個邻域被包含於集中，則為開集。
在{\displaystyle X}上的邻域系统是滤子{\displaystyle N(x)}（在集合{\displaystyle X}上）到每个{\displaystyle X}中的{\displaystyle x}的指派，使得
1. 点{\displaystyle x}是每个{\displaystyle N(x)}中的{\displaystyle U}的元素，
2. 每个{\displaystyle N(x)}中的{\displaystyle U}包含某个{\displaystyle N(x)}中的{\displaystyle V}使得对于每个{\displaystyle V}中的{\displaystyle y}有着{\displaystyle U}在{\displaystyle N(y)}中。

可以证明这两个定义是兼容的，就是说从使用开集定义的邻域系统获得的拓扑就是最初的拓扑，反之从邻域系统出发亦然。

## 引用
- Kelley, John L. . New York: Springer-Verlag. 1975. ISBN 0387901256.

- Bredon, Glen E. . New York: Springer-Verlag. 1993. ISBN 0387979263.

- Kaplansky, Irving. . American Mathematical Society. 2001. ISBN 0821826948.